# جان أولسون
جان أولسون (بالسويدية: Jan Ohlsson)‏ (و. 1962 – م) هو ممثل، من السويد، ولد في أوبسالا.

## وصلات خارجية
- جان أولسون على موقع IMDb (الإنجليزية)
- جان أولسون على موقع روتن توميتوز (الإنجليزية)
- جان أولسون على موقع تيرنر كلاسيك موفيز (الإنجليزية)
- جان أولسون على موقع أول موفي (الإنجليزية)
- جان أولسون على موقع قاعدة بيانات الأفلام السويدية (السويدية)
- جان أولسون على موقع ديسكوغز (الإنجليزية)
- جان أولسون على موقع قاعدة بيانات الفيلم (الإنجليزية)